# Atlanta Hawks 2002-2003
La stagione 2002-03 degli Atlanta Hawks fu la 54ª nella NBA per la franchigia.
Gli Atlanta Hawks arrivarono quinti nella Central Division della Eastern Conference con un record di 35-47, non qualificandosi per i play-off.

## Roster
| N° | Naz.                   | Ruolo | Sportivo            | Anno | Alt. | Peso |
| -- | ---------------------- | ----- | ------------------- | ---- | ---- | ---- |
| 00 | Stati Uniti (bandiera) | AC    | Amal McCaskill      | 1973 | 211  | 107  |
| 2  | Stati Uniti (bandiera) | C     | Nazr Mohammed       | 1977 | 208  | 100  |
| 3  | Stati Uniti (bandiera) | A     | Shareef Abdur-Rahim | 1976 | 206  | 102  |
| 4  | Stati Uniti (bandiera) | A     | Chris Crawford      | 1975 | 206  | 107  |
| 5  | Stati Uniti (bandiera) | G     | Dion Glover         | 1978 | 196  | 103  |
| 6  | Stati Uniti (bandiera) | G     | Jermaine Jackson    | 1976 | 193  | 93   |
| 8  | Stati Uniti (bandiera) | A     | Darvin Ham          | 1973 | 201  | 100  |
| 11 | Stati Uniti (bandiera) | G     | Matt Maloney        | 1971 | 191  | 87   |
| 12 | Stati Uniti (bandiera) | G     | Dan Dickau          | 1978 | 183  | 86   |
| 13 | Stati Uniti (bandiera) | A     | Glenn Robinson      | 1973 | 201  | 102  |
| 14 | Stati Uniti (bandiera) | A     | Ira Newble          | 1975 | 201  | 100  |
| 15 | Stati Uniti (bandiera) | G     | Emanual Davis       | 1968 | 193  | 88   |
| 17 | Stati Uniti (bandiera) | G     | Brandon Williams    | 1975 | 198  | 98   |
| 25 | Stati Uniti (bandiera) | G     | Corey Benjamin      | 1978 | 198  | 91   |
| 29 | Stati Uniti (bandiera) | G     | Mike Wilks          | 1979 | 178  | 84   |
| 31 | Stati Uniti (bandiera) | G     | Jason Terry         | 1977 | 188  | 80   |
| 38 | Stati Uniti (bandiera) | C     | Mikki Moore         | 1975 | 211  | 102  |
| 40 | Senegal (bandiera)     | AC    | Mamadou N'Diaye     | 1970 | 211  | 102  |
| 42 | Stati Uniti (bandiera) | AC    | Theo Ratliff        | 1973 | 208  | 102  |
| 44 | Stati Uniti (bandiera) | A     | Alan Henderson      | 1972 | 206  | 107  |
| 45 | Stati Uniti (bandiera) | A     | Paul Shirley        | 1977 | 208  | 104  |

## Staff tecnico
- Allenatori: Lon Kruger (11-16) (fino al 26 dicembre)[1], Terry Stotts (24-31)
- Vice-allenatori: Gar Heard (fino al 26 dicembre), Steve Henson, Terry Stotts (fino al 26 dicembre), Alex English (dal 26 dicembre)